# کوه مونخ خیرخان
کوه مونخ خیرخان (به لاتین: Mönkhkhairkhan Mountain) یک کوه در مغولستان است که در استان بایان-اولگی واقع شده‌است. کوه مونخ خیرخان ۴٬۳۶۲ متر بالاتر از سطح دریا واقع شده‌است.